# Komárov (okres Bardejov)
Komárov je obec na Slovensku v okrese Bardejov. Žije zde 455 obyvatel, první písemná zmínka pochází z roku 1355. Nachází se zde klasicistní římskokatolický kostel svatého Štefana Uherského z roku 1856 s moderní přístavbou z let 2005 až 2006.